# The Greater Law
The Greater Law er en amerikansk stumfilm fra 1917 af Lynn Reynolds.

## Medvirkende
- Myrtle Gonzalez som Barbara Henderson.
- Gretchen Lederer som Seattle Lou.
- Maude Emory som Anne Malone.
- G.M. Rickerts som Jimmy Henderson.
- Lawrence Peyton som Cort Dorian.